# Hector Munro
Pour les articles homonymes, voir Munro (homonymie).
Hector Munro, 8th Laird of Novar, né en 1726 à Ross (Écosse) et mort le 27 décembre 1805 à Dingwall, est un général et homme politique britannique, Commandant en chef en Inde en 1764-1765.

## Biographie
Entré dans l'armée en 1749, il commande l'armée du Bengale dès 1760. En 1764-1765, il est le Commandant en chef des armées de l'Inde et réprime très violemment la première révolte des cipayes en exécutant les prisonniers attachés à la bouche des canons. Le 23 octobre 1764, il remporte la bataille de Buxar sur une coalition réunissant le nabab du Bengale Mir Kasim, le nabab d’Oudh, d’autres chefs indiens et l’empereur moghol.
Il est élu au Parlement en 1768 à Inverness et revient en Inde en 1778. Il reprend alors le commandement des armées. Les Français abandonnent Pondichéry mais Munro est battu en 1780 près de Conjeeveran par Haidar Alî. 
Il rentre en Écosse en 1782 après la bataille de Negapatam et finit sa vie à Dingwall.
Dans son roman La Maison à vapeur où il est cité partie 1, chapitre II, Jules Verne en fait un ancêtre de son personnage Edward Munro, raison de la haine de Nana Sahib envers lui.